# Steatoda
Steatoda es un género de arácnidos de la familia Theridiidae, y alberga más de 120 especies reconocidas y distribuidas por todo el mundo. Muchas de estas viven en poblaciones humanas a lo largo de todo el mundo. Estas arañas generalmente son de color oscuro, poseen también una línea blanca alrededor de su espalda además de manchas y otras líneas. 
Muchas arañas de este género son confundidas con las llamadas viudas negras (género Latrodectus), por eso son conocidas como «falsas viudas negras», aunque estas no representan un peligro para el ser humano. Su aspecto es similar a la viuda negra, con el abdomen redondo y bulboso. Sin embargo, no todas las especies de Steatoda se asemejan a la viuda negra, tienen muchos colores y son menores que las especies de Latrodectus.
Algunos miembros de esta especie tienen mordeduras médicamente importantes en los humanos (por ejemplo como la Steatoda grossa y la Steatoda nobilis), sin embargo las mordeduras de Steatoda no tienen efectos a largo plazo. Los síntomas asociados a las mordeduras de Steatoda se las conoce en la profesión médica como Steatodismo y ha sido descrita como menos grave que el latrodectismo (síntomas por la picadura de una viuda negra), después de haber sido administrado por error a una víctima de una mordedura de Steatoda grossa que se creía erróneamente que había sido mordida por una Latrodectus hasselti.[cita requerida]
Al igual que otros miembros de la familia Theridiidae, Steatoda teje su telaraña de manera irregular en forma de maraña, sus hilos son sedosos y pegajosos. Las arañas Steatoda tienen una visión muy pobre y dependen de las vibraciones de la telaraña para localizar a sus presas o advertir de animales más grandes que pueden llegar a lesionar o matar. No son agresivas y las mordeduras a seres humanos en defensa se deben al haberlas apretado sin querer.

## Especies
Actualmente hay más de 120 especies de Steatoda reconocidas

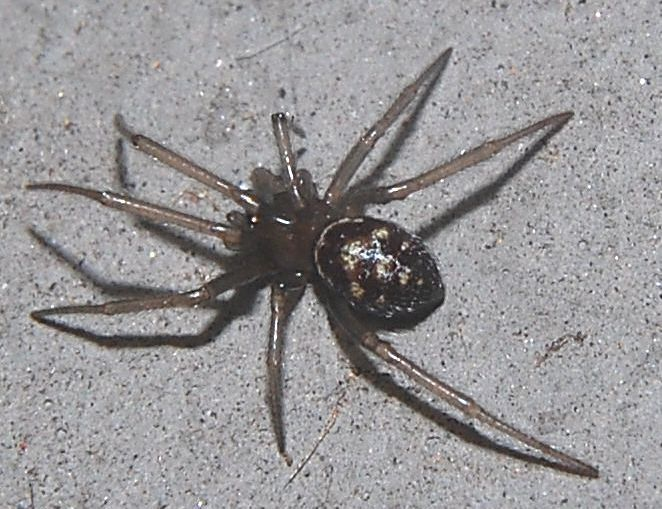
Steatoda

Estas especies son confundidas con la "Viuda Negra"
- S. borealis: especie común de América del Norte, a menudo confundida con la Viuda Negra (a pesar de ser más pequeña y poseer marcas coloridas en la parte dorsal en vez de la zona ventral)

- S. capensis o Falsa Katipo (Latrodectus katipo). Originaria del sur de África y se encuentra en Australia y Nueva Zelanda (En esta última locación se la confunden con la araña Katipo)

- S. grossa: conocida como araña del armario. Una araña de color oscuro que se asemeja a las especies de Latrodectus aunque sin las marcas típicas de la viuda negra. Las picaduras de la S. Grossa son conocidas por producir síntomas similares a las de la viuda negra, pero son menos graves. Es originaria de Europa, aunque está distribuida en todo el mundo.

- S. nobilis: araña nativa de las Islas Canarias y ha sido introducida en Inglaterra. Esta araña tiene mala reputación debido a su dolorosa picadura.

- S. paykulliana: esta araña se la suele confundir con Latrodectus tredecimguttatus. Su mordedura no es grave, aunque tiene importancia médica.

Una curiosidad de esta araña, es que fue la base para hacer la araña que mordió a Peter Parker en Spiderman/El hombre araña.